# Santa Teresinha de Piracicaba
Santa Teresinha de Piracicaba é um distrito do município brasileiro de Piracicaba, sede da Região Metropolitana de Piracicaba, no interior do estado de São Paulo. Segundo o censo demográfico de 2022, realizado pelo Instituto Brasileiro de Geografia e Estatística (IBGE), sua população era de 68 303 habitantes e havia 24 056 domicílios particulares permanentes ocupados. Foi criado pela lei nº 8.092 de 28 de fevereiro de 1964. O distrito é formado pela vila de Santa Teresinha de Piracicaba (sede) e pelos tradicionais bairros de Santa Olímpia e Santana.

## História

### Antecedentes
O território que faz parte atualmente da área urbana do distrito já abrigou uma das mais importantes áreas de quilombo do Brasil, ativa entre os anos de 1750 a 1804, conforme levantamento histórico realizado.
Vários documentos existentes em cartórios e já reconhecidos pela Procuradoria Federal da República atestam que existiu um quilombo nas imediações da atual ponte estaiada do distrito.
Na época ele era um dos principais existentes no estado de São Paulo e no Brasil. O local onde se encontrava era o ponto inicial dos Campos de Araraquara (como era chamada a região de Piracicaba sentido ao Mato Grosso), às margens do rio Corumbataí, caminho para aqueles que iam atrás das minas de ouro. 
Mas após haver a suspeita de mineração de ouro nos Campos de Araraquara e da possível povoação da região por populações negras, o quilombo passou a receber atenção do governo, o que culminou com sua destruição em abril de 1804 pelo sargento Carlos Bartolomeu de Arruda Botelho, com a ajuda da força militar da Capitania de São Paulo, a pedido do governador Antônio José de França e Horta. 
O quilombo é considerado o marco zero da Sesmaria do Corumbataí (1812-1821), na qual foi formado o bairro de Santa Teresinha.

### Origem
Segundo o Instituto de Pesquisas e Planejamento de Piracicaba a fundação do bairro ocorreu em 1823, inicialmente chamado de Corumbataí, e depois também conhecido como Guamium. A atual denominação surgiu em 1927, quando foi lançada a pedra fundamental da igreja matriz. A oficialização, no entanto, só aconteceu anos depois, em março de 1935.
Impulsionado pela instalação de uma usina de açúcar e de várias empresas do ramo papeleiro, alimentício e frigorífico, Santa Teresinha desenvolveu-se e tornou-se distrito.

### Formação administrativa
- Distrito criado pela Lei n° 8.092 de 28 de fevereiro de 1964, com sede do povoado de Santa Teresinha e com território desmembrado do 3º Subdistrito (Vila Rezende) do distrito da sede do município de Piracicaba[8][9][3]

## Geografia

### Demografia

#### População urbana
| Crescimento população urbana | Crescimento população urbana | Crescimento população urbana | Crescimento população urbana |
| Censo                        | Pop.                         |                              | %±                           |
| ---------------------------- | ---------------------------- | ---------------------------- | ---------------------------- |
| 1980                         | 13 499                       |                              | —                            |
| 1991                         | 37 449                       |                              | 177,4%                       |
| 2000                         | 44 383                       |                              | 18,5%                        |
| 2010                         | 48 302                       |                              | 8,8%                         |
| Fonte: IBGE e Fundação SEADE |                              |                              |                              |

#### População total
Pelo Censo 2010 (IBGE) a população total do distrito era de 49 298 habitantes, sendo 24 560 homens e 24 738 mulheres, possuindo um total de 15 295 domicílios particulares.

### Área territorial
A área territorial do distrito é de 120,213 km².

### Rodovias
Os principais acessos ao distrito são as rodovias SP-304 e SP-308

### Hidrografia
- Rio Corumbataí

## Serviços públicos

### Registro civil
Atualmente é feito na sede do município, pois o distrito não possui Cartório de Registro Civil das Pessoas Naturais.

### Saneamento
O serviço de abastecimento de água é feito pelo Serviço Municipal de Água e Esgoto (SEMAE). 

### Energia
A responsável pelo abastecimento de energia elétrica é a CPFL Paulista, distribuidora do Grupo CPFL Energia.

### Telecomunicações
O distrito era atendido pela Telecomunicações de São Paulo (TELESP), que inaugurou a central telefônica utilizada até os dias atuais. Em 1998 esta empresa foi vendida para a Telefônica, que em 2012 adotou a marca Vivo para suas operações.

## Atividades econômicas

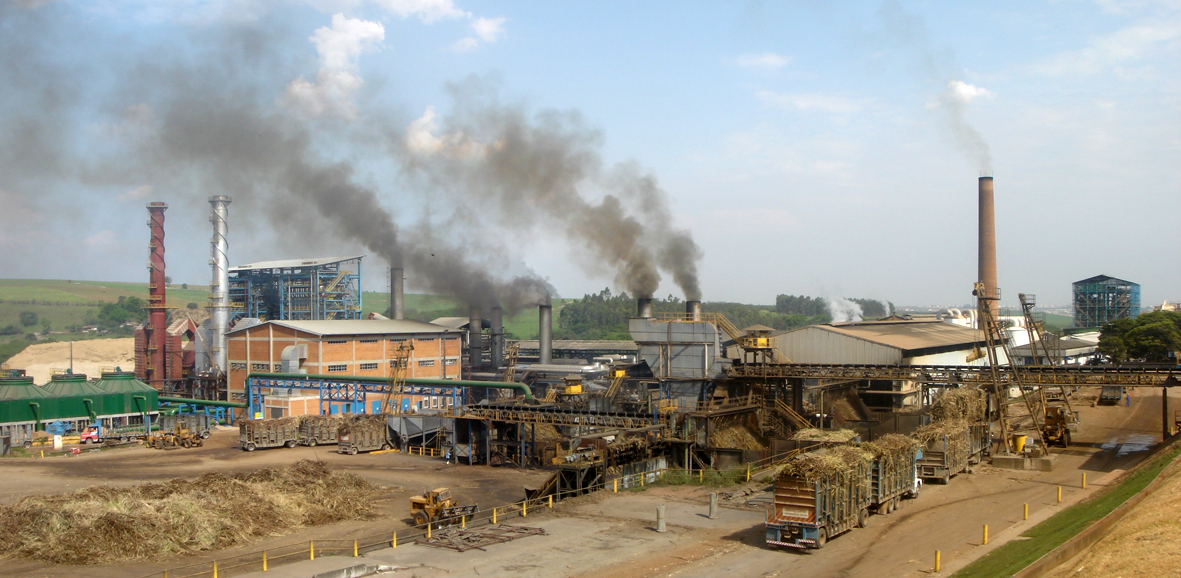
Usina Costa Pinto.

O distrito é responsável por aproximadamente 42% do PIB produzido no município de Piracicaba.

### Usina de açúcar e álcool
Está instalada no distrito a Usina Costa Pinto, fundada em 1936, que é uma das maiores unidades produtivas do ramo no Brasil.
A usina deu origem ao Grupo Cosan, e nela encontra-se atualmente a sede administrativa da Raízen, joint venture criada a partir da união de parte dos negócios da Cosan e da Shell.

## Lazer

### Parque Histórico Quilombo Corumbataí
Praça que fica no local onde há mais de 200 anos viviam negros fugidos da escravidão, um remanescente de atividade quilombola em área urbana. O Parque é uma grande área de lazer, possui playground, pista de skate, arborização, pista para caminhada, academia para 3ª idade e um grande espaço aberto e calçado para atividades culturais. Algumas festividades também são comemoradas ali, principalmente voltadas à comunidade negra.
Devido à sua história o parque começou a ser reorganizado com algumas características que lembram a África, sendo plantadas espécies de árvores africanas como Baobá, Estrelícia Branca, Dendezeiro, Acácia e Cacto Africano.

## Religião
O Cristianismo se faz presente no distrito da seguinte forma:

### Igreja Católica
- A igreja faz parte da Diocese de Piracicaba[24].

### Igrejas Evangélicas
- Congregação Cristã no Brasil[25].